# جوستين جونستون
جوستين جونستون (بالإنجليزية: Justine Johnston)‏ هي ممثلة أمريكية، ولدت في 13 يونيو 1921 في إيفانستون في الولايات المتحدة، وتوفيت في 13 يناير 2006 في ويست هوليوود في الولايات المتحدة بسبب سكتة دماغية.

## أعمال

### أفلام
- جاذبية قاتلة

## وصلات خارجية
- جوستين جونستون على موقع IMDb (الإنجليزية)
- جوستين جونستون على موقع قاعدة بيانات برودواي على الإنترنت (الإنجليزية)
- جوستين جونستون على موقع قاعدة بيانات الفيلم (الإنجليزية)